# Alfredo Faget
Alfredo Faget, né le 1er juillet 1923 et décédé le 18 juillet 2003, à Guaynabo, à Cuba, est un ancien joueur cubain de basket-ball.